# 中国农工民主党内蒙古自治区委员会
中国农工民主党内蒙古自治区委员会，简称农工党内蒙古区委会、内蒙古农工党，是中国农工民主党在内蒙古自治区的地方组织。